# シルバートーン (ゾンバ・ミュージック・グループのレコードレーベル)
シルバートーン（Silvertone）は、ゾンバ・ミュージック・グループ傘下のイギリスのレコードレーベル。1981年に創設されたジャイヴ・レコードに次ぐゾンバ傘下のレーベルとして、1988年に創設された。
このレーベルが最初に契約した、また最も有名なアーティストは、ザ・ストーン・ローゼズだったが、1990年はレーベルからの離脱を求め、これを認めなかったレーベル側がこの件を法廷に持ち込む事態となった。1991年3月にレーベル側が提起した裁判は、5月にバンド側の勝訴となり、バンドはゲフィン・レコードに移ってしまった。
過去にこのレーベルが契約したアーティストには、ジャーズ・オブ・クレイ（Jars of Clay）、メン・ゼイ・クドゥント・ハング（The Men They Couldn't Hang）、ルードン・ウェインライト3世（Loudon Wainwright III）らがいる。また、バディ・ガイやジョン・リー・フッカー、ジョン・メイオールのCDも出している。